# Персні Влади
Персні Влади (англ. Rings of Power) Середзем'я — в легендаріумі Дж. Р. Р. Толкіна так називаються персні, які ельфи Ереґіону викували за 7 років у Другу Епоху Середзем'я. У виготовленні частини Перснів Влади взяв участь Саурон.
Загалом Перснів Влади було 20: три — для ельфів, сім — для ґномів, дев'ять — для людей і головний Єдиний Перстень. Персні ґномів і Персні людей були магічно пов'язані з Головним Перснем, який виготовив сам Саурон. Володіючи цим перснем, Саурон міг у будь-який час впливати на інших носіїв, знати їх думки та бажання й керувати їхньою волею.
Джерела натхнення для перснів влади варіюються від германської легенди про перстень Андваранавта і, зрештою, «Перстень Нібелунгів» Вагнера до казок, таких як «Білосніжка», в якій є і чарівний перстень, і сім гномів. Одним із досвідів, який, можливо, мав вирішальне значення, була професійна робота Толкіна над латинським написом у храмі Ноденса; він був богом-героєм, пов'язаним з ірландським героєм Нуада Ейргетламом, епітет якого - «Срібна рука», або ельфійською «Селебрімбор», ім'я ельфійського коваля, який виготовив Перстені влади. Напис містив прокляття на перстень, а місце, де він був знайдений, називалося Гном'ячий Пагорб.
Перстені влади символізують конфлікт влади з моральною поведінкою; Толкін досліджує, як різні персонажі, від скромного садівника Семвайза Ґемджі до могутньої ельфійської правительки Ґаладріель, гордого воїна Боромира до монстра Голлума, залежного від персня, взаємодіють з Перснем влади. Толкін стверджував, що «Володар перснів» - це дослідження «розміщення влади в зовнішніх об'єктах»

## Персні Ельфів
Саурон не мав стосунку лише до перших Трьох перснів, тому вони не несли в собі Зла. Однак, їх сила також залежала від сили Єдиного Персня. Власники цих перснів — спочатку це були Кірдан Корабельник, Ґаладріель і Ґіл-Ґалад — не прагнули до світового панування, а лише зберігали пам'ять про колишнє і прекрасне.
- Кірдан згодом передав свій Перстень — Нар'ю, Перстень Вогню (з рубіном), Ґандальфу Сірому.
- Ельронд зберігав Перстень Повітря (з сапфіром) — Вілью, після загибелі Ґіл-Ґалада.
- Ґаладріель зберігала Перстень Води (з адамантом) — Ненью. Цей перстень зберігав Лорієн, але зі знищенням Єдиного Персня його сила вичерпалася, і Лоріен став в'янути.

## Персні ґномів
Сім Перснів Влади отримали у вічне володіння сім найвпливовіших королівських родів народу ґномів, у тому числі — рід Дуріна. Гноми не були особливо сприйнятливими до Зла в силу своєї природи і не стали рабами Темного Володаря, однак, використовуючи Персні заради особистого збагачення (Персні сприяли притоку золота, ніби «притягуючи» його), вони нажили собі чимало горя. Частина Перснів (чотири) у підсумку була винищена драконами, які полювали за золотом гномів, разом з їх носіями; ті, що залишилися, Саурон так чи інакше примудрився відібрати. Останнім йому дістався Перстень роду Дуріна, який він відняв у Траїна, сина Трора.

## Персні людей
Дев'ять Перснів Влади після виготовлення опинилися в руках Саурона, який, у свою чергу, дарував їх людям, переважно королям або вождям зі Сходу Середзем'я. Персні Влади, які дали своїм носіям надлюдські здібності, сприяли їх поступовому переходу на новий рівень буття, у Примарний Світ. Саме таким чином на світ з'явилися назґули — Привиди Персня, наймогутніші з васалів Саурона, невразливі для звичайної зброї безсмертні воїни-маги. Вождем назґулів став Король-чарівник Анґмара.

## Інші персні
- Окрім двадцяти Перснів Влади, створених Келебрімбором і Сауроном, ельфами також виготовлена невідома кількість інших перснів, які були, за словами Ґандальфа, «пробою майстерності». Ці персні мали різні можливості, але в цілому поступалися за силою Персням Влади; хоча, на думку Ґандальфа, для смертних вони також становили небезпеку.
- У Сильмариліоні згадується Перстень Фелаґунда (більш відомий як Перстень Барагіра), створений ще в Першу Епоху у Валінорі та подарований Барагіру, батькові Берена, за відважну службу. Він описується так: «Цей перстень формою подібний двом зміям зі смарагдовими очима, і голови їх зустрічалися під короною із золотих квітів, яку одна підтримувала, а інша пожирала. То був знак Фінарфіна та його роду». Відтоді він передавався як родова реліквія Дому Ельрос. Цей перстень мав лише символічне значення і не ніс у собі якої-небудь магічної складової. У Третю Епоху Перестень Барагіра передавався у спадок від Еленділа до Ісільдура, а потім до королів Арнору. Коли Ельронд повідомив Араґорну його справжнє походження й ім'я, то разом з уламками меча Нарсіл йому було передано й Перстень Барагіра.
- Глава ордену Істар Саруман також володів якимось перснем. Оскільки одяг Сарумана став райдужним, ці факти іноді пов'язують і називають перстень Райдужним. Цей перстень міг бути або одним з Малих Перснів, або був створений Саруманом самостійно (у розмові з Ґандальфом Саруман називає себе «Саруман, Творець Перснів» (англ. Saruman Ring-maker). Проте залишилося незрозумілим, чи мав цей перстень які-небудь магічні можливості.